# Hans Herrmann (Skilangläufer)
Hans Herrmann (* 30. November 1891 in Gstaad; † 1968) war ein Schweizer Skilangläufer. Er nahm an den 1. Olympischen Winterspielen in Chamonix für die Schweiz teil, erreichte aber über 50 Kilometer nicht das Ziel. Er war Mitgründer der Skischule in Gstaad und auch einer der ersten Direktoren dieser.